# Железничка станица Јајинци
Железничка станица Јајинци је једна од железничких станица Београдског железничког чвора и пруге Београд—Пожаревац. Налази се у насељу Ресник у општини Раковица у Београду. Пруга се наставља у једном смеру ка Белом Потоку, у другом према Раковици, у трећем према Београд ранжирној (парк А) и у четвртом према Остружници. Железничка станица Јајинци састоји се из 4 колосека.